# Пиасентини ди Куадра, Женизон
Пьячентини де Квадра Дженисон (порт. Genison Piacentini de Quadra; 10 октября 1988, Крисиума, Бразилия) — бразильский футболист, защитник.

## Биография

### Клубная карьера
Начал карьеру на родине в Бразилии. С 2003 года по 2007 год выступал за клуб «Крисиума». После за команды — «Сан Луис» и «Риу-Клару».
В мае 2010 года перешёл в полугодичную аренду во львовские «Карпаты», вместе с соотечественником Данило Авеларом. 1 августа 2010 года Нено дебютировал в Премьер-лиге Украины в выездном матче против луганской «Зари» (2:2). Всего в «Карпатах» за основной состав в первой половине сезона 2010/11 он провёл 1 матч в чемпионате Украины, также он сыграл 4 матча за дублёров.
Не сумев закрепится в основе «Карпат» 31 августа 2010 года был отдан в субаренду ПФК «Севастополь». За крымский клуб провел 11 игр в чемпионате Украины и 2 в кубке, где отличился забитым голом. После окончания аренды вернулся на родину где и играл до завершения карьеры.